# Denmark Open
Denmark Open (indtil 2002: Danish Open) er Danmarks største internationale badmintonturnering og en del af BWF World Tour i kategorien Super 750.
Turneringen blev første gang spillet i 1936, og er siden da afviklet hvert år, bortset fra i perioderne 1939-45 og 1955-65. Indtil 1986 blev alle turneringerne spillet i København, men siden da er den blevet arrangeret i forskellige byer, bl.a. Aalborg, Esbjerg, Solrød, Middelfart, Vejle, Farum og Aarhus. I 2007 og 2008 blev den  spillet i Arena Fyn i Odense, før den fra 2009-2021 blev spillet i Odense Idrætshal. Nu er verdens andenældste badmintonturnering tilbage i Jyske Bank Arena.

## Vindere af Denmark Open
| Vindere af Danish Open  | Vindere af Danish Open                   | Vindere af Danish Open                   | Vindere af Danish Open                         | Vindere af Danish Open                   | Vindere af Danish Open                      | Vindere af Danish Open                   |
| År                      | Herresingle                              | Damesingle                               | Herredouble                                    | Damedouble                               | Mixed double                                | Spillested                               |
| ----------------------- | ---------------------------------------- | ---------------------------------------- | ---------------------------------------------- | ---------------------------------------- | ------------------------------------------- | ---------------------------------------- |
| 1936                    | Poul Nielsen                             | Ruth Frederiksen                         | Aksel Hansen Svenn Strømann                    | Tonny Olsen Bodil Riise                  | Poul Nielsen Ruth Frederiksen               | København                                |
| 1937                    | Maurice Field                            | Tonny Olsen                              | T.H. Boyle K. Woods                            | Ruth Dalsgaard D. Graham                 | T.H. Boyle O. Wilson                        | København                                |
| 1938                    | H.S. Ong                                 | D.M.C. Young                             | Carl Frøhlke Tage Madsen                       | Tonny Olsen Bodil Riise                  | H.S. Ong F.M. Creen                         | København                                |
| 1939                    | Tage Madsen                              | Tonny Olsen                              | Ralph Nichols Raymond M. White                 | Q.M. Allan Ruth Dalsgaard                | Ralph Nichols V.M. Stapies                  | København                                |
| 1940-45                 | Ingen turneringer pga. anden verdenskrig | Ingen turneringer pga. anden verdenskrig | Ingen turneringer pga. anden verdenskrig       | Ingen turneringer pga. anden verdenskrig | Ingen turneringer pga. anden verdenskrig    | Ingen turneringer pga. anden verdenskrig |
| 1946                    | Conny Jepsen                             | Tonny Olsen                              | Preben Dabelsteen Jørn Skaarup                 | Tonny Olsen Kirsten Thorndahl            | Tage Madsen Kirsten Thorndahl               | København                                |
| 1947                    | Poul Holm                                | Tonny Olsen                              | Preben Dabelsteen Jørn Skaarup                 | Aase Schiøtt Jacobsen Marie Ussing       | Tage Madsen Kirsten Thorndahl               | København                                |
| 1948                    | Jørn Skaarup                             | Tonny Olsen                              | Børge Frederiksen Tage Madsen                  | Tonny Ahm Kirsten Thorndahl              | Tage Madsen Kirsten Thorndahl               | København                                |
| 1949                    | David G. Freeman                         | Tonny Olsen                              | Ooi Teik Hock Teoh Seng Khoon                  | Tonny Ahm Kirsten Thorndahl              | Chan Kon Leong Tonny Ahm                    | København                                |
| 1950                    | Nils Jonson                              | Tonny Olsen                              | Arve Lossmann John Nygaard                     | Tommy Ahm Kirsten Thorndahl              | Børge Frederiksen Tonny Ahm                 | København                                |
| 1951                    | Wong Peng Soon                           | Tonny Olsen                              | Ong Poh Lim Ismail Bin Marjan                  | Tonny Ahm Kirsten Thorndahl              | Arve Lossmann Kirsten Thorndahl             | København                                |
| 1952                    | Jørn Skaarup                             | Aase Schiøtt Jacobsen                    | Ong Poh Lim Ismail Bin Marjan                  | Tonny Ahm Kirsten Thorndahl              | David Choong Tonny Ahm                      | København                                |
| 1953                    | Eddie Choong                             | Aase Schiøtt Jacobsen                    | David Choong Eddie Choong                      | Iris Cooly June White                    | Eddie Choong Agnete Friis                   | København                                |
| 1954                    | Ingen turnering                          | Ingen turnering                          | Ingen turnering                                | Ingen turnering                          | Ingen turnering                             | Ingen turnering                          |
| 1955                    | Finn Kobberø                             | Aase Schiøtt Jacobsen                    | Jørgen Hammergaard Hansen Finn Kobberø         | Anni Jørgensen Kirsten Thorndahl         | Jørn Skaarup Anni Jørgensen                 | København                                |
| 1956-65                 | Ingen turneringer                        | Ingen turneringer                        | Ingen turneringer                              | Ingen turneringer                        | Ingen turneringer                           | Ingen turneringer                        |
| 1966                    | Svend Andersen                           | Lizbeth von Barnekow                     | Ng Boon Bee Tan Yee Khan                       | Karin Jørgensen Ulla Strand              | Finn Kobberø Ulla Strand                    | København                                |
| 1967                    | Tan Aik Huang                            | Noriko Takagi                            | Ng Boon Bee Tan Yee Khan                       | Noriko Takagi Hiroe Amano                | Svend Andersen Ulla Strand                  | København                                |
| 1968                    | Erland Kops                              | Eva Twedberg                             | Ippei Kojima Kazumasa Nichino                  | Noriko Takagi Hiroe Amano                | Per Walsøe Pernille Mølgaard                | København                                |
| 1969                    | Svend Andersen                           | Hiroe Yuki                               | Ippei Kojima Bjarne Andersen                   | Noriko Takagi Hiroe Yuki                 | Henning Borch Imre Rietveld Nielsen         | København                                |
| 1970                    | Ippei Kojima                             | Eva Twedberg                             | Henning Borch Erland Kops                      | Etsuko Takenaka Machiko Aizawa           | Klaus Kaagaard Ulla Strand                  | København                                |
| 1971                    | Rudy Hartono                             | Noriko Takagi                            | Ng Boon Bee Punch Gunalan                      | Noriko Takagi Hiroe Yuki                 | Svend Pri Ulla Strand                       | København                                |
| 1972                    | Svend Pri                                | Eva Twedberg                             | Ng Boon Bee Punch Gunalan                      | Noriko Nakayama Hiroe Yuki               | Wolfgang Bochow Marieluise Wackerow         | København                                |
| 1973                    | Rudy Hartono                             | Hiroe Yuki                               | Tjun Tjun Johan Wahjudi                        | Joke van Beusekom Marjan Luesken         | Elo Hansen Ulla Strand                      | København                                |
| 1974                    | Svend Pri                                | Hiroe Yuki                               | Tjun Tjun Johan Wahjudi                        | Machiko Aizawa Etsuko Takenaka           | Elo Hansen Ulla Strand                      | København                                |
| 1975                    | Rudy Hartono                             | Lene Køppen                              | Tjun Tjun Johan Wahjudi                        | Imelda Wigoeno Theresia Widiastuty       | Tjun Tjun Regina Masli                      | København                                |
| 1976                    | Svend Pri                                | Lene Køppen                              | David Eddy Eddie Sutton                        | Joke van Beusekom Marjan Luesken         | Steen Skovgaard Lene Køppen                 | København                                |
| 1977                    | Flemming Delfs                           | Hiroe Yuki                               | Bengt Fröman Thomas Kihlström                  | Verawaty Wiharjo Imelda Wigoeno          | Steen Skovgaard Lene Køppen                 | København                                |
| 1978                    | Liem Swie King                           | Lene Køppen                              | Steen Skovgaard Flemming Delfs                 | Mikiko Takada Atsuko Tokuda              | Steen Skovgaard Lene Køppen                 | København                                |
| 1979                    | Flemming Delfs                           | Lene Køppen                              | Masao Tsuchida Yoshitaka Iino                  | Gillian Gilks Nora Perry                 | Ray Stevens Nora Perry                      | København                                |
| 1980                    | Prakash Padukone                         | Ivana Lie Ing Hoa                        | Flemming Delfs Steen Skovgaard                 | Nora Perry Jane Webster                  | Mike Tredgett Nora Perry                    | København                                |
| 1981                    | Morten Frost                             | Lene Køppen                              | Ade Chandra Christian Hadinata                 | Lin Ying Wu Dixi                         | Mike Tredgett Nora Perry                    | København                                |
| 1982                    | Morten Frost                             | Wu Jianqui                               | Park Joo-Bong Lee Eun-Ku                       | Nora Perry Jane Webster                  | Thomas Kihlström Nora Perry                 | København                                |
| 1983                    | Morten Frost                             | Qian Ping                                | Thomas Kihlström Stefan Karlsson               | Kim Yun-Ja Yoo Sang-Hee                  | Thomas Kihlström Nora Perry                 | København                                |
| 1984                    | Morten Frost                             | Kirsten Larsen                           | Park Joo-Bong Kim Moon-Soo                     | Kim Yun-Ja Yoo Sang-Hee                  | Martin Dew Gillian Gilks                    | København                                |
| 1985 mar.               | Morten Frost                             | Zheng Yuli                               | Li Yongbo Tian Bingyi                          | Kim Yun-Ja Yoo Sang-Hee                  | Dipak Taylor Nora Perry                     | København                                |
| 1985 okt.               | Morten Frost                             | Kim Yun-Ja                               | Steen Fladberg Jesper Helledie                 | Kim Yun-Ja Yoo Sang-Hee                  | Nigel Tier Gillian Gowers                   | København                                |
| 1986                    | Morten Frost                             | Zheng Yuli                               | Li Yongbo Tian Bingyi                          | Gillian Clark Gillian Gowers             | Martin Dew Gillian Gilks                    | Aalborg                                  |
| 1987                    | Torben Carlsen                           | Lee Young-Suk                            | Razif Sidek Jalani Sidek                       | Atsuko Tokuda Toshiko Tago               | Mark Christiansen Maria Bengtsson           | Esbjerg                                  |
| 1988                    | Poul-Erik Høyer Larsen                   | Li Lingwei                               | Li Yongbo Tian Bingyi                          | Lin Ying Guan Weizhen                    | Jesper Knudsen Nettie Nielsen               | Odense                                   |
| 1989                    | Morten Frost                             | Tang Jiuhong                             | Li Yongbo Tian Bingyi                          | Lin Ying Guan Weizhen                    | Jesper Knudsen Nettie Nielsen               | Højbjerg                                 |
| 1990                    | Poul-Erik Høyer Larsen                   | Tang Jiuhong                             | Li Yongbo Tian Bingyi                          | Lotte Olsen Dorte Kjær                   | Thomas Lund Pernille Dupont                 | Aabenraa                                 |
| 1991                    | Hermawan Susanto                         | Susi Susanti                             | Zheng Yumin Huang Zhanzhong                    | Nettie Nielsen Gillian Gowers            | Thomas Lund Pernille Dupont                 | Solrød                                   |
| 1992                    | Darren Hall                              | Susi Susanti                             | Thomas Lund Jon Holst-Christensen              | Lim Xiaoqing Christine Magnusson         | Thomas Lund Pernille Dupont                 | Aalborg                                  |
| 1993                    | Poul-Erik Høyer Larsen                   | Ye Zhaoying                              | Thomas Lund Jon Holst-Christensen              | Lisbet Stuer-Lauridsen Lotte Olsen       | Thomas Lund Pernille Dupont                 | Højbjerg                                 |
| 1994                    | Poul-Erik Høyer Larsen                   | Camilla Martin                           | Denny Kantono Antonius Budi Ariantho           | Lim Xiaoqing Christine Magnusson         | Thomas Lund Marlene Thomsen                 | Esbjerg                                  |
| 1995                    | Poul-Erik Høyer Larsen                   | Lim Xiaoqing                             | Thomas Lund Jon Holst-Christensen              | Lisbet Stuer-Lauridsen Marlene Thomsen   | Cheng Xingdong Peng Xingyong                | Odense                                   |
| 1996                    | Thomas Stuer-Lauridsen                   | Gong Zhichao                             | Thomas Stavngaard Jim Laugesen                 | Rikke Olsen Helene Kirkegaard            | Michael Søgaard Rikke Olsen                 | Middelfart                               |
| 1997                    | Dong Jiong                               | Camilla Martin                           | Jon Holst-Christensen Michael Søgaard          | Ann Jørgensen Majken Vange               | Jens Eriksen Marlene Thomsen                | Vejle                                    |
| 1998                    | Peter Gade                               | Camilla Martin                           | Ricky Subagja Rexy Mainaky                     | Qin Yiyuan Tang Hetian                   | Jon Holst-Christensen Ann Jørgensen         | Vejle                                    |
| 1999                    | Poul-Erik Høyer Larsen                   | Camilla Martin                           | Martin Lundgaard Hansen Lars Paaske            | Qin Yiyuan Gao Ling                      | Liu Yong Ge Fei                             | Vejle                                    |
| 2000                    | Peter Gade                               | Zhou Mi                                  | Eng Hian Flandy Limpele                        | Lin Chen Jiang Xuelian                   | Michael Søgaard Rikke Olsen                 | Farum                                    |
| 2001                    | Bao Chunlai                              | Camilla Martin                           | Martin Lundgaard Hansen Lars Paaske            | Helene Kirkegaard Rikke Olsen            | Tri Kusharjanto Emma Ermawati               | Farum                                    |
| 2002                    | Chen Hong                                | Camilla Martin                           | Ha Tae-Kwon Kim Dong-Moon                      | Wei Yili Zhao Tingting                   | Kim Dong-Moon Hwang Yu-Mi                   | Farum                                    |
| Vindere af Denmark Open |                                          |                                          |                                                |                                          |                                             |                                          |
| År                      | Herresingle                              | Damesingle                               | Herredouble                                    | Damedouble                               | Mixed double                                | Spillested                               |
| 2003                    | Lin Dan                                  | Gong Ruina                               | Ha Tae-Kwon Kim Dong-Moon                      | Yang Wei Zhang Jiewen                    | Kim Dong-Moon Ra Kyung-Min                  | Århus                                    |
| 2004                    | Lin Dan                                  | Xie Xingfang                             | Lars Paaske Jonas Rasmussen                    | Wei Yili Zhao Tingting                   | Chen Qiqiu Zhao Tingting                    | Århus                                    |
| 2005                    | Lee Chong Wei                            | Pi Hongyan                               | Chan Chong Ming Koo Kien Keat                  | Kumiko Ogura Reiko Shiota                | Thomas Laybourn Kamilla Rytter Juhl         | Århus                                    |
| 2006                    | Chen Hong                                | Jiang Yanjiao                            | Lars Paaske Jonas Rasmussen                    | Kamila Augustyn Nadieżda Kostiuczyk      | Anthony Clark Donna Kellogg                 | Århus                                    |
| 2007                    | Lin Dan                                  | Lu Lan                                   | Koo Kien Keat Tan Boon Heong                   | Yang Wei Zhang Jiewen                    | He Hanbin Yu Yang                           | Odense                                   |
| 2008                    | Peter Gade                               | Wang Lin                                 | Markis Kido Hendra Setiawan                    | Wong Pei Tty Chin Eei Hui                | Joachim Fischer Nielsen Christinna Pedersen | Odense                                   |
| 2009                    | Simon Santoso                            | Tine Baun                                | Koo Kien Keat Tan Boon Heong                   | Pan Pan Zhang Yawen                      | Joachim Fischer Nielsen Christinna Pedersen | Odense                                   |
| 2010                    | Jan Ø. Jørgensen                         | Wang Yihan                               | Mathias Boe Carsten Mogensen                   | Miyuki Maeda Satoko Suetsuna             | Thomas Laybourn Kamilla Rytter Juhl         | Odense                                   |
| 2011                    | Chen Long                                | Wang Xin                                 | Jung Jae-Sung Lee Yong-Dae                     | Wang Xiaoli Yu Yang                      | Joachim Fischer Nielsen Christinna Pedersen | Odense                                   |
| 2012                    | Lee Chong Wei                            | Saina Nehwal                             | Shin Baek-Cheol Yoo Yeon-Seong                 | Ma Jin Tang Jinhua                       | Xu Chen Ma Jin                              | Odense                                   |
| 2013                    | Chen Long                                | Wang Yihan                               | Lee Yong-Dae Yoo Yeon-Seong                    | Bao Yixin Tang Jinhua                    | Zhang Nan Zhao Yunlei                       | Odense                                   |
| 2014                    | Chen Long                                | Li Xuerui                                | Fu Haifeng Zhang Nan                           | Wang Xiaoli Yu Yang                      | Xu Chen Ma Jin                              | Odense                                   |
| 2015                    | Chen Long                                | Li Xuerui                                | Lee Yong-Dae Yoo Yeon-Seong                    | Jung Kyung-eun Shin Seung-chan           | Ko Sung-Hyun Kim Ha-Na                      | Odense                                   |
| 2016                    | T. Saensomboonsuk                        | Akane Yamaguchi                          | Goh V Shem Tan Wee Kiong                       | Misaki Matsutomo Ayaka Takahashi         | Joachim Fischer Nielsen Christinna Pedersen | Odense                                   |
| 2017                    | Srikanth Kidambi                         | Ratchanok Intanon                        | Liu Cheng Zhang Nan                            | Lee So-Hee Shin Seung-chan               | Tang Chun Man Tse Ying Suet                 | Odense                                   |
| 2018                    | Kento Momota                             | Tai Tzu-ying                             | Marcus Fernaldi Gideon Kevin Sanjaya Sukamuljo | Yuki Fukushima Sayaka Hirota             | Zheng Siwei Huang Yaqiong                   | Odense                                   |
| 2019                    | Kento Momota                             | Tai Tzu-ying                             | Marcus Fernaldi Gideon Kevin Sanjaya Sukamuljo | Baek Ha-Na Jung Kyung-eun                | Praveen Jordan Melati Daeva Oktivianti      | Odense                                   |
| 2020                    | Anders Antonsen                          | Nozomi Okuhara                           | Marcus Ellis Chris Langridge                   | Yuki Fukushima Sayaka Hirota             | Mark Lamfuss Isabel Herttrich               | Odense                                   |
| 2021                    | Viktor Axelsen                           | Akane Yamaguchi                          | Takuro Hoki Yugo Kobayashi                     | Huang Dong Ping Zheng Yu                 | Yuta Watanabe Arisa Higashino               | Odense                                   |
| 2022                    | Shi Yuqi                                 | He Bingjiao                              | Fajar Alfian Muhammad Rian Ardianto            | Chen Qingchen Jia Yifan                  | Zheng Siwei Huang Yaqiong                   | Odense                                   |
| 2023                    | Weng Hongyang                            | Chen Yufei                               | Aaron Chia Soh Wooi Yik                        | Chen Qingchen Jia Yifan                  | Feng Yanzhe Huang Dongping                  | Odense                                   |
| 2024                    | Anders Antonsen                          | Wang Zhiyi                               | Liang Weikeng Wang Chang                       | Rin Iwanaga Kie Nakanishi\|              | Feng Yanzhe Huang Dongping                  | Odense                                   |

     Super Series
     Super Series Premier
     Super 750
     Super 1000